# That '70s Show
That '70s Show is een Amerikaanse televisieserie over een groep tieners aan het einde van de jaren zeventig. In de Verenigde Staten werd de eerste aflevering op 23 augustus 1998 uitgezonden en de laatste aflevering op 18 mei 2006. Hiermee is het de enige sitcom van televisiezender Fox die het seizoen 1998/1999 heeft overleefd. Met precies 200 afleveringen en acht seizoenen was het ook de op drie na langste sitcom van Fox, na The Simpsons, King of the Hill en Married... with Children. De serie wordt in Nederland uitgezonden op Comedy Central, RTL 5 en Netflix. De serie werd eerder al uitgezonden door Yorin. In Vlaanderen zonden Q2 en Play 6 de reeks uit. Alle acht seizoenen verschenen op dvd in het Nederlands.

## Personages
De serie draait om zes tieners die opgroeien in Point Place, een fictieve stad in Wisconsin (een Amerikaanse staat in het noorden van het middenwesten), namelijk:
- De enigszins sullige, maar gevatte Eric Forman
- Erics roodharige (en later blonde) buurmeisje en feministische vriendin Donna Pinciotti
- De rocker die overal een complot in ziet, Steven Hyde
- De -niet zo slimme- vrouwenverslinder Michael Kelso
- De verwende en dictatoriale Jackie Burkhart
- De met een accent sprekende en snoepverslaafde buitenlander Fez

Fez' naam is afgeleid van Foreign Exchange Student (uitwisselingsstudent). Zijn echte naam is niet precies bekend. In een aflevering wordt zijn naam genoemd maar tegelijkertijd klinkt de schoolbel zodat zijn naam niet te horen is; acteur Wilmer Valderrama noemde toen eigenlijk de namen van de andere acteurs op. Wel onthult hij in een andere aflevering dat de eerste vijf k's stil zijn.
De ouders van Eric spelen een grote rol in de serie. Zijn vader, Red Forman is een oorlogsveteraan die niet kan wachten tot zijn zoon de deur uit gaat, omdat Eric in zijn ogen een "dumbass" is. Aan de andere kant kan Eric's sletterige zus Laurie Forman in haar vaders ogen niets verkeerd doen. Ook gebruikt hij vaak een kleurrijke variant van iemand onder zijn achterwerk schoppen ("You morons just hung a vacancy sign on your asses and my foot's looking for a room!" - Afl. 8.1, Bohemian Rhapsody). Eric's moeder, Kitty Forman, is huisvrouw en ze werkt als verpleegster in het ziekenhuis. Ze komt halverwege de serie in de overgang wat voor nog meer hilarische situaties zorgt.
De ouders van Donna (de buren van de Formans), Bob en Midge Pinciotti, zijn ook twee belangrijke personen in de serie. Midge verlaat de serie na seizoen 3 en is later nog in een paar afleveringen te zien in seizoen 6 en 7.

## Rolverdeling
| Acteur/Actrice    | Personage       | Gecrediteerde jaren (als hoofdpersonage) |
| ----------------- | --------------- | ---------------------------------------- |
| Topher Grace      | Eric Forman     | 1998–2005, 20061                         |
| Laura Prepon      | Donna Pinciotti | 1998–2006                                |
| Danny Masterson   | Steven Hyde     | 1998–2006                                |
| Mila Kunis        | Jackie Burkhart | 1998–2006                                |
| Ashton Kutcher    | Michael Kelso   | 1998–2005, 20062                         |
| Wilmer Valderrama | Fez             | 1998–2006                                |
| Kurtwood Smith    | Red Forman      | 1998–2006                                |
| Debra Jo Rupp     | Kitty Forman    | 1998–2006                                |
| Don Stark         | Bob Pinciotti   | 1998–2006                                |
| Tanya Roberts     | Midge Pinciotti | 1998–2001                                |
| Lisa Robin Kelly  | Laurie Forman   | 1998–20033                               |
| Christina Moore   | Laurie Forman   | 2003–20044                               |
| Tommy Chong       | Leo Chingkwake  | 2001–2002, 2005–20065                    |
| Josh Meyers       | Randy Pearson   | 2005–20066                               |

- 1. Niet vermeld in de aftiteling
- 2. Terugkerende rol, seizoen acht
- 3. Terugkerende rol, seizoenen één tot vijf
- 4. Terugkerende rol (zes afleveringen), seizoen zes
- 5. Terugkerende rol, seizoenen twee, drie en zeven
- 6. Verscheen niet in aflevering één van seizoen acht, keerde even terug in aflevering twee, deed mee in het openingsfilmpje vanaf aflevering 3

## Tijdverloop
Het tijdverloop in de serie is rommelig. De eerste aflevering speelt zich af op 17 mei 1976 en de laatste speelt zich af op oudejaarsavond 1979, de laatste aflevering eindigde met de aftelling naar 1 januari 1980. Michael Kelso en Eric Forman zullen terugkeren om dit met hun oude vriendengroep te vieren. In de acht jaar dat de serie loopt zijn er dus maar vier in de serie zelf voorbij gegaan. In de eerste paar seizoenen wordt af en toe wel een datum genoemd, maar deze loopt ook niet consequent. In bijvoorbeeld de Thanksgivingaflevering (Afl. 1.9 Thanksgiving) in het eerste seizoen is het 24 november 1976 (vierde donderdag van november in 1976 is de 25e, maar het begin van de aflevering is een dag voor Thanksgiving). In een aflevering later (Afl. 1.10 Sunday Bloody Sunday) zegt Kelso: "Jackie! Don't go home! Steve Martin is hosting Saturday Night Live." De Saturday Night Live in 1976 die gepresenteerd werd door Steve Martin was op 23 oktober. Hoewel dit weer wel klopt met de productiedatums (de laatstgenoemde aflevering zou oorspronkelijk voor Thanksgiving worden uitgezonden op 25 oktober 1998, wat weer wel klopt met de opmerking van Kelso). Dit soort seizoensgebonden afleveringen komen wel vaker voor, zo is er in de vier jaar die in de serie voorbij gaan 5 maal kerstmis gevierd, wat uiteraard niet mogelijk is. En de vreemdste fout hierin wordt gemaakt in het laatste seizoen, in dit seizoen zitten 10 afleveringen tussen de kerst- (Afl. 8.11 Good old Fashioned Lover Boy) en nieuwjaarsaflevering (Afl. 8.22 That '70s Finale). Aan het begin van elke aflevering is rechts onder (op het nummerbord) te zien in welk jaar de aflevering zich afspeelt.

### Seizoen 8 en de laatste aflevering
Seizoen 8 brengt behoorlijk wat veranderingen met zich mee. Eric is vertrokken naar Afrika en Kelso heeft een baan gekregen in een stripclub en verhuist naar Chicago om voor z'n dochtertje en haar moeder te zorgen. Ook zijn Hyde en Jackie uit elkaar en Hyde is met een stripper uit Las Vegas getrouwd, wat halverwege het seizoen ook weer stuk loopt.
Daarnaast is er een nieuw lid bij de vaste cast: Randy Pearson (Josh Meyers). Leo Chingkwake (Tommy Chong) keert terug na een tijdje uit de serie te zijn geweest. Beiden worden aangenomen als hulp in de platenwinkel van Hyde. Later in het seizoen krijgt Randy ook nog een relatie met Donna. Leo is de oude baas van Hyde toen ze beiden nog in de Foto Hut werkten (seizoen 4, waarin ze nog een grap maken over dat Hyde de "baas" van Leo is). Na een tijdje de stad uit te zijn geweest (zo leren we van Leo's neef Eli in afl. 5.17 - The Battle for Evermore) komt hij terug en gaat nu voor Hyde werken in de platenwinkel Grooves. In de laatste aflevering verkoopt de vader van Hyde de keten, maar geeft de laatste winkel aan Hyde.
In de laatste aflevering zijn Red en Kitty zich klaar aan het maken om het huis te verkopen en te vertrekken naar Florida. Hyde stopt met blowen, Fez is zijn spullen aan het pakken om terug naar huis te gaan (waar dit is, is nog steeds niet duidelijk) en Donna staat op het punt om ook te vertrekken en verder te gaan met studeren. Uiteindelijk verkopen de Formans het huis niet, Hyde stapt weer terug in "the circle" en Fez besluit te blijven en een relatie met Jackie op te bouwen. Daarnaast komen Kelso en Eric terug om nieuwjaar met hun vrienden te vieren. Toch wordt een gedeelte open gelaten. Donna en Eric kussen als hij terugkomt. Er wordt niet verder ingegaan of Donna nu toch vertrekt of dat ze bij Eric blijft. Waarschijnlijk gaat Kelso weer terug naar Chicago, maar dit wordt ook nergens duidelijk gemaakt. Bob is de enige waarvan het uiteindelijk zeker is dat hij vertrekt, en dat is naar Florida om een hengelsportwinkel te openen.

## The Circle
"The Circle" is een gebeurtenis die in elke aflevering van de serie voorkomt. De hoofdpersonen zitten in een cirkel en de camera draait, vanuit het midden gezien, 360 graden. Dit wordt voornamelijk geïllustreerd als de tieners wiet gebruiken, alhoewel dit nooit direct zichtbaar is of wordt aangehaald. Als ze het hierover hebben worden alleen vage benamingen gebruikt zoals "the stash" of "stuff". De rook wordt vaak verklaard doordat de tieners met wierook bezig zijn. Meestal gebeurt dit in de kelder van Eric. Wel zegt Red meerdere malen door de serie heen dat hij niets wil hebben van het drugsgebruik van de tieners. In het zevende seizoen in de aflevering Till the Next Goodbye wordt het spul echter gevonden en krijgen de tieners een preek van Red en Kitty. Hierbij roept Kitty "The basement door closes and than comes the lighters and the drugs" en "It's like Amsterdam down there".

## Gastoptredens
Hoewel soms dingen in de show langskomen die niet uit de jaren zeventig zijn (zoals het nieuwe soort blikjes, dus zonder lipje dat je van het blikje aftrekt, of kleine pakjes sap, beide nog niet 'uitgevonden' in de jaren zeventig), is de show een duidelijke weerspiegeling van de jaren zeventig. Vooral fans van muziek uit de jaren zeventig komen goed aan hun trekken. Ook zijn er veel artiesten langs geweest in de show als gastrol, waaronder Ted Nugent, Paul Anka, The Hardy's, Alice Cooper, Roger Daltrey (zanger van The Who) en KISS. Ook huidige bekende acteurs en actrices spelen regelmatig een bijrol waaronder Bruce Willis (Die Hard), Jessica Simpson (The Dukes of Hazzard), Seth Green (Austin Powers, Buffy the Vampire Slayer), Luke Wilson (The Royal Tenenbaums), Shannon Elizabeth (American Pie), Brooke Shields (The Blue Lagoon), Dan Castellaneta (The Simpsons), Dwayne "The Rock" Johnson (The Scorpion King, Doom), Rachel Bilson (Jumper), Lindsay Lohan (Freaky Friday), Alyson Hannigan (How I Met Your Mother, Buffy the Vampire Slayer, American Pie) en Eliza Dushku (Buffy the Vampire Slayer).

## Happy Days
De show heeft eerst een paar andere werktitels gehad zoals Feelin' Alright, Reeling in the Years en The Kids Are Alright (aflevering 6.1 heeft deze naam wel nog gekregen). Maar deze namen waren geen van alle een mogelijkheid vanwege rechten die al aan de naam verbonden waren. Een van deze rechten was gekoppeld aan The Who, die een nummer hadden met de titel The Kids are Alright. Om deze reden heet de eerste aflevering van seizoen 6 wel zo, de naam van elke aflevering van dit seizoen is namelijk de titel van een nummer van The Who (Seizoen 5 heeft datzelfde met Led Zeppelin, seizoen 7 met The Rolling Stones en seizoen 8 met Queen. Met uitzondering van de laatste aflevering, That '70s Finale). Uiteindelijk werd er gekozen voor That '70s Show, omdat die door meerdere mensen al zo werd genoemd (in de context: "I like that show about the '70s" of "I would like to see that '70s show").
In principe had het ook Happy Days 2 kunnen heten. De show heeft er enorm veel raakvlakken mee. Beide spelen zich af 20 jaar voor dat ze gemaakt zijn. Beide gaan over een groep jongeren in een klein stadje in Wisconsin. In beide shows nemen de ouders van de hoofdrolspeler (Eric en Richie) de "stoere straatjongen" (Hyde en Fonzie) in hun huis. Ook wordt Happy Days vaak aangehaald in That '70s Show.
Twee onbedoelde, maar opvallende overeenkomsten zijn:
- Tina Pinciotti en Chuck Cunningham (resp. de zus van Donna en broer van Richie): één keer gezien en verdwijnen daarna uit de serie. Dit wordt ook het "Chuck Cunningham Syndroom" genoemd.
- tegen het einde van beide series vertrekken de hoofdrolspeler (Eric en Richie) en de 'grappige van de groep' (Kelso en Ralph).

In aflevering Crazy Little Thing Called Love (8-17, 27 april 2006) speelt Tom Bosley een bijrol als therapeut. Tom Bosley speelde Howard Cunningham (de vader van Richie) in Happy Days. Ook de moeder van Richie, Marion Ross, heeft regelmatig een bijrol als de vervelende moeder van Red.